# イシバシ・レシピ
『イシバシ・レシピ』は、石橋貴明（とんねるず）が司会と料理を担当する料理番組で、石橋貴明の名が付けられた冠番組。TBSにて深夜放送された。番組は第1期(2003年10月から2004年3月)、第2期(2005年1月10日から3月28日)、第3期(2005年10月3日から2006年3月27日)に分けて放送された。この番組は、同じく石橋貴明の冠番組である『MLB主義』と交互編成で放送されていた。毎回第一線で活躍する料理人を招き、石橋とともにスタジオで調理する。テレビという大衆媒体上、それまでの料理番組は「家庭で再現可能」なことが重要であり、それが常であった。しかし、この番組では材料・技術・設備のどれをとっても家庭で再現がほぼ不可能なものばかりであり、純粋に超一流の料理人の技術とその腕から生み出される最上級の料理を披露するのが第一である。普段は横暴な芸風で一貫している石橋が、この番組においては料理に対し真摯に向き合い、趣のある会話を料理人と行う。

## 番組の進行

### 第1期
最初にテーマとなる料理を石橋が自ら調理する．完成した料理は厨房でアシスタントのボブとゲストの料理人が試食する。料理人は石橋の料理の腕や味を褒め称え、図に乗った石橋が「お店で出してもらえますか？」「いくらとれますか？」などと聞く。それに対し「いやお店ではちょっと……」と完全否定される、という一連の流れがお約束となっている。その後に同じ料理をゲストの料理人が調理し、食卓のセットで石橋が賞味する。

### 第2期
番組を通してのテーマとして「おふくろの味」が設定された。最初にテーマ食材による料理を石橋が自ら調理し、ゲストの料理人のコメントを交えつつ厨房で食べる。その後にテーマ食材の料理をゲストの料理人が調理し、食卓のセットで石橋が賞味する。第1期と異なり、石橋と調理人は別のメニューを作成する。石橋の料理はご家庭でも作れることを強調している。調理中や食卓セット試食時のトークにおいて、調理人のおふくろの味について触れることが多い。

### 第3期
最初にテーマに関連した料理を「別腹」としてゲストの料理人と石橋が調理し、厨房で石橋、アシスタントのボブとゲストの料理人で賞味する。その後にテーマの料理をゲストの料理人が調理し、CMをはさんでから食卓のセットで石橋が賞味する。初期にはレシピのおさらいの後のCM明けに「ボブ☆レシピ」というコーナーでジャンキーなおかずをボブが食べるコーナーがあった。第2期DVDの発売が決定してからはボブ☆レシピの時間はDVDの宣伝に使われている。なお、天ぷら、ミックスフライ、焼肉の回においては揚げたて（焼き立て）をそのまま食べるという関係上、テーマの料理を先に石橋とゲストの料理人で行い、別腹を後半に行った。ちなみにアシスタントのボブは「熱い」と言われたものの警告を無視し、時には火傷を負いながら食べている。番組中で石橋に「そういう番組じゃない!」「もう惨劇」とまで言われるほどである。

## 出演
- 石橋貴明
- 市川謙司 (とんねるずのマネージャーであるボブ市川)
- 古賀慶太 (ナレーション)

## スタッフ
企画石橋貴明
監修秋元康
構成美濃部達宏、小林和正
タイトルOMNIBUS JAPAN
CGTEAビデオセンター
フードコーディネーター
伊藤佳明 (BOBinc)
第3期：伊藤佳明 (BOBinc)、前田かおり
TD阿部智昭
カメラ小笠原朋樹
音声龍田幸久　
VE
酒井真紀
第3期：榊聖一
VTR
山田由香
第3期：五味美由紀、木村朋宏
照明原昇
TM平木美和
編集山崎悟
MA新田領
音響効果太田光則
美術プロデューサー藤井豊
美術デザイナー第3シーズン: 高松浩則
美術製作杉浦仁
装置鈴木匡人
装飾
深山健太郎
第3期：八木沢宗夫
生花石井信彦
メイクヘアーディメンション
衣装KURASHINA Desk.
技術協力東通
調理器具協力
クリスタル・ダルク、日本調理機株式会社、アール・エッチ・エス、フォルスタージャパン、吉岡電気工業株式会社、オルフ、子の日
第3期：クリスタル・ダルク、アール・エッチ・エス、吉岡電気工業株式会社、日本調理機株式会社、フォルスタージャパン、オルフ、子の日
写真協力第?期：慶應義塾
制作協力ファルコン
ディレクター
青山優子、渡辺直道、小林悟史、飯干友樹、箭内恭子
第3期：青山優子、渡辺直道、箭内恭子、小林悟史、志賀大士
AP原田康弘
演出補柴山高宏、斉藤勇太、冨岡雅人、野上加奈絵、田中健太
演出ちのぱぁ～ん（千野晴己）
プロデューサー中鉢功
チーフプロデューサー阿部龍二郎
製作TBSテレビ
製作著作TBS

## BGM
「イシバシ・レシピ」では調理中などに何曲かBGMが使われているが、選曲の幅は狭く数曲に限られている。
- 調理中
  - Bay City Rollers - I Only Want to Be With You
  - Dschinghis khan - Dschinghis khan
  - など
- レシピのおさらい
  - 山根麻衣 - Gotta knock a little harder (『COWBOY BEBOP Knockin' on heaven's door O.S.T. FUTURE BLUES』収録)

## DVD
- - イシバシ・レシピ 前編 (2005年2月16日発売、ポニーキャニオン、3枚組)
  - イシバシ・レシピ 後編 (2005年2月16日発売、ポニーキャニオン、3枚組)
  - イシバシ・レシピ2 (2006年1月18日発売、ポニーキャニオン、3枚組)

## 放送時間
- 第1期
  - 2003年10月 - 2004年3月、毎週水曜日24:50-25:20
  - 全24回
- 第2期
  - 2005年1月 - 2005年3月、毎週月曜日24:55-25:25
- 第3期
  - 2005年10月3日 - 2006年3月27日、毎週月曜日24:55-25:55

## これまでに取り扱った内容

### 第1期
- 第01回 - ポークソテー (早乙女)
- 第02回 - 豚カツ (稲勝義紀)
- 第03回 - 角煮 (脇屋友詞)
- 第04回 - しょうが焼き (結城貢)
- 第05回 - カツ丼 (浜辺)
- 第06回 - ご飯 (幸村純)
- 第07回 - 炊き込みご飯 (幸村純)
- 第08回 - ピラフ (岩井聖)
- 第09回 - チャーハン
- 第10回 - オムライス (原田典明)
- 第11回 - 親子丼 (山田)
- 第12回 - クリスマス鶏料理 (吉野建)
- 第13回 - お正月たい料理 (小山)
- 第14回 - 鶏の空揚げ (柿沢)
- 第15回 - 卵焼き (早船武利)
- 第16回 - 餃子 (松田時彦)
- 第17回 - 韓国料理 (金)
- 第18回 - 天丼 (若林)
- 第19回 - ハンバーグ (清水久史)
- 第20回 - コロッケ (須藤)
- 第21回 - 牛丼 (結城貢)
- 第22回 - 冷やし中華 (杉崎)
- 第23回 - シーフードカレー (増田)
- 第24回 - ピザ

### 第2期
- 門脇流「ぶり料理」 / 石橋流「ぶりの照り焼き」 （「かどわき」門脇俊哉）
- 2005年1月17日放送 - 大阪流「かにクリームコロッケ」 / 石橋流「カニサラダ」 （「日航東京」大阪勝）
- 2005年1月24日放送 - 定谷流「ビーフカツレツ」 / 石橋流「肉じゃが」 （「定谷」定谷豊）
- 2005年1月31日放送 - 大宮流「カキフライ」 / 石橋流「カキのグラタン」 （「レストラン大宮」大宮勝雄）
- 2005年2月7日放送 - 古谷流「ハヤシライス」 / 石橋流「牛肉の時雨煮」 （「青山からす亭」古谷隆司）
- 2005年2月14日放送 - 澤口流「ビーフシチュー」 / 石橋流「ビフテキ」 （「資生堂パーラー」澤口稔）
- 2005年2月21日放送 - 中西流「牛スジ料理」 / 石橋流「牛スジカレー」 （「スクレ・サレ」中西貞人）
- 曹流「豚まん」 / 石橋流「シューマイ」 （「老祥記」曹英生）
- 2005年3月7日放送 - 王流「長崎ちゃんぽん」 / 石橋流「皿うどん」 （長崎市「江山楼」王国雄）
- 2005年3月14日中川流「回鍋肉」 / 石橋流「ロールキャベツ」 （「天外天」中川優）
- 2005年3月21日放送 - 西流「筍料理」 / 石橋流「チンジャオロース」 （新橋「京味」西健一郎）
- 結城流「おふくろの味」（結城貢）

### 第3期
- 2005年10月3日放送 - 西流「秋の特製弁当」 / 別腹: 西流「太巻き」 (新橋「京味」西健一郎)
- 2005年10月10日放送 - 西流「松茸料理」 / 別腹: 西流「他人丼」 （新橋「京味」西健一郎）
- 2005年10月17日放送 - 趙流「麻婆豆腐」 / 別腹: 趙流「酸辛湯」（銀座「趙楊」趙楊）
- 2005年10月24日放送 - 倉谷流「カルボナーラ」 / 別腹: 倉谷流「鯵のリエット」 （西麻布「Goutte d'or Crattini」倉谷義成）
  - ボブ☆レシピは「ラードご飯」 （渋谷区「ぶた屋」）
- 2005年10月31日放送 - ロンアール流「担担麺」 / 別腹: 「紅油水餃 （ホンヨウスイジャオ）」 （水餃子）（板橋「栄児 （ロンアール） 家庭料理」丸藤栄子）
  - ボブ☆レシピは「メロンスパ」 （名古屋「マウンテン」）
- 2005年11月7日放送 - 小野流「トリッパの煮込み」 / 別腹: 「カプリチョーザ」 （高輪「Da Noi Altri」小野清彦）
  - ボブ☆レシピは「バカでアホでフラメンキン」 （西新宿「つるかめ食堂」）
- 2005年11月14日放送 - 五十嵐流「カニあんかけ炒飯」 / 別腹: 五十嵐流「刀削麺」（祖師ヶ谷大蔵「広味坊 祖師ヶ谷大蔵店」五十嵐美幸）
  - ボブ☆レシピは「青唐辛子」
- 2005年11月21日放送 - 稲勝流「カツ丼」 / 別腹: 稲勝流「串カツ」（浜松市「とんかつ幸楽」稲勝義紀）
- 2005年11月28日放送 - 近藤流「天ぷら」 / 別腹: 近藤流「かきあげ丼」 （銀座「てんぷら近藤」近藤文夫）
- 2005年12月5日放送 - 尹流「酢豚」 / 別腹: 尹流「海鮮焼きそば」 （横浜市「中国料理 皇苑」尹達剛）
- 2005年12月12日放送 - 王流「皿うどん」 / 別腹: 王流「春巻き」・王流「生春巻き」 （長崎市「江山楼」王国雄）
- 2005年12月19日放送 - 吉野流「チキンカツ」 / 別腹: 吉野流「オムレツ」 (和歌山市「hotel de yoshino」吉野建）
- 2006年1月9日放送 - 西流「蟹料理」 （蟹のしゃぶしゃぶ、甲羅御飯、菊花糁薯、磯辺揚げ） / 別腹: 西流「カニチャーハン」 （新橋「京味」西健一郎）
- 2006年1月16日放送 - 貴邑流「ハンバーグ」 / 別腹: 貴邑流「ラザニア」 （横浜「洋食キムラ」貴邑悟）
- 2006年1月23日放送 - 古賀流「ミックスフライ」 / 別腹「コロッケ」（赤坂「旬香亭」古賀達彦）
- 2006年1月30日放送 -「港区ごはん」（トリュフご飯，カキ鍋）/ 別腹「茶碗蒸し」
- 2006年2月6日放送 -「鮭児」（結城貢）
- 2006年2月13日放送 - 長坂流「エビチリ」 / 別腹：長坂流「五目お焦げ」（西麻布「麻布長江」長坂松夫）
- 2006年2月20日放送 - 焼肉（四谷三丁目「焼肉名門」中村真敏）
- 2006年2月27日放送 - 羽衣流「蒸し餃子」 / 別腹: 羽衣流「あんかけ焼きそば」 （銀座「羽衣」小松信男）
- 2006年3月6日放送 - 三宮流「肉じゃが」 / 別腹：三宮流「トロカツ」（白金高輪「福わうち」三宮昌幸）
- 2006年3月13日放送 - ニーノ流「リングイネ」/ 別腹：ニーノ流「ニョッキ」（西麻布「リストランテ・レ・サリーネ」レンティーニ・アントニーノ）
- 2006年3月20日放送 - おんがね流「プルコギ」「キムチチゲ」 / 別腹: おんがね流「石焼きビビンバ」（韓国居酒屋 「おんがね」キム・スンジャ（金順子））
- 2006年3月27日放送 - 西流「日本のおかず」（新橋「京味」西健一郎）

## 他番組への出張
2004年2月5日放送のうたばんにて、うたばんセットの隣に本番組のセットを置き、初のゴールデン進出として、ゲストである松浦亜弥と共にカツ丼を調理し、更にこの回のゲストであったTUBEもスタジオに乱入し、全員で調理したカツ丼を試食した。
その回の調理中に中居正広が、深夜に本番組のチャーハンの回を偶然見てチャーハンが食べたくなり、外出して食べに行ったという話をしていた。